# Don't Nod Entertainment
Don't Nod Entertainment (stylisé DON'T NOD, précédemment Dontnod Entertainement) est une société française de développement et d'édition de jeux vidéo basé à Paris. Elle est fondée le 1er mai 2008 par Hervé Bonin, Aleksi Briclot, Alain Damasio, Oskar Guilbert et Jean-Maxime Moris. Le studio compte des vétérans ayant travaillé sur les licences Splinter Cell et Rainbow Six, ainsi que sur le jeu Heavy Rain.
Le premier jeu développé par le studio est intitulé Remember Me. À sa sortie, c’est un échec commercial, qui manque de conduire le studio à la faillite.
Le studio développe ensuite Life Is Strange. Acclamé par la critique et par les joueurs, ce jeu est un succès commercial, qui dépasse les trois millions de ventes tous supports confondus, ce qui a permis le développement d'une franchise.

## Historique

### Remember Me, premier et risqué gros projet
Le premier projet du studio, FLUIDZ[réf. nécessaire], est une bibliothèque logicielle et un éditeur logiciel qui simule les comportements de fluides réalistes en temps réel.
Après une collecte de fonds, Dontnod Entertainment se lance dans la conception de son premier jeu vidéo le 24 juillet 2008. Le jeu est dans un premier temps intitulé ADRIFT, avant d'être finalement renommé Remember Me. Il est officiellement présenté durant la Gamescom 2012, à Cologne. Ce jeu d'action-aventure sort l'année suivante, en juin 2013.
Cette même année, Dontnod Entertainment est le studio le plus subventionné par le fonds d'aide au jeu vidéo du CNC, récoltant 25 % des fonds distribués cette année-là. Le studio a ainsi reçu 200 000 € attribués au titre de l'« aide à la création de propriété intellectuelle » pour le projet What if ?, et 400 000 € attribués au titre de la préproduction pour un projet intitulé « Loa ».
Début 2014, le studio connaît des difficultés, à la suite des ventes décevantes de Remember Me, et entre en redressement judiciaire,,.

### Années 2010: succès deLife Is Strangeet croissance du studio

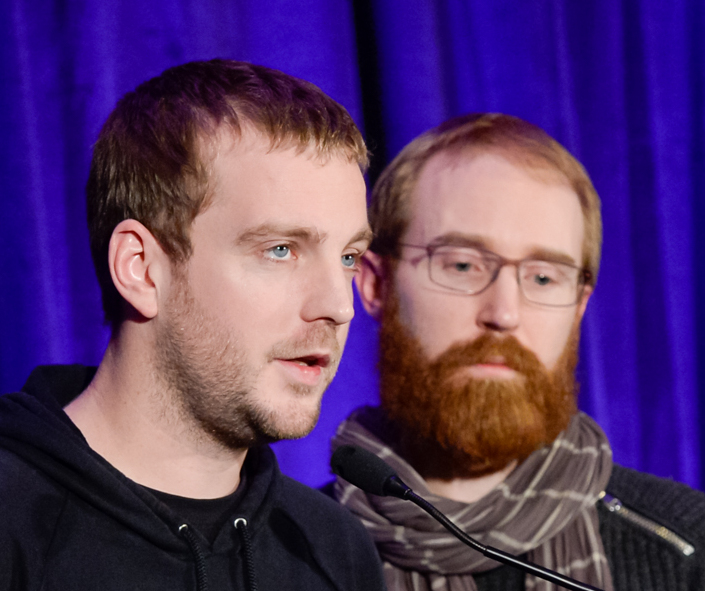
Raoul Barbet et Michel Koch, réalisateurs de Life Is Strange à la GDC 2016.

À la Gamescom 2014, le studio annonce Life Is Strange pour la quasi-totalité des consoles de salon et le PC, épaulé par l'éditeur Square Enix. Certains journalistes expliquent qu'il s'agit en fait du projet précédemment nommé What if?.
Parallèlement à Life Is Strange, l'équipe de Remember Me développe, pour le compte de Focus Home Interactive, un action-RPG : Vampyr. Le jeu sort le 5 juin 2018.
Durant l'E3 2017, Square Enix annonce un nouveau jeu, Life Is Strange: Before the Storm, qui sera une préquelle du jeu original. Il est développé par Deck Nine Games, et non Dontnod, qui, de son côté, travaille sur un Life Is Strange 2 avec des personnages inédits. Toutefois, le studio parisien a donné quelques conseils au studio américain.
Le 22 août 2017, le journal MCV publie un article au sujet d’une nouvelle collaboration entre Dontnod et Bandai Namco sur une nouvelle aventure narrative. D'après l'article, le jeu prendra place dans une ville fictive des États-Unis et inclura une bonne dose d'enquêtes. Ce jeu, dont la production a commencé en 2016, est en train de voir son histoire finalisée et est développé par une équipe de développeurs différente de celles qui travaillent sur d'autres titres, tels que Life is Strange 2 ou Vampyr. Le 7 juin 2018, le jeu est dévoilé par Sony Interactive Entertainment lors d'une annonce avant l’E3, sous le titre Twin Mirror. Lors de la Gamescom 2018, le studio annonce qu'il devait s’agir, à l'instar de Life is Strange, d’un jeu vidéo épisodique en trois épisodes dont le premier devait s'intituler Lost on Arrival. Finalement, le jeu n'est pas épisodique et sort en 2020 sur PlayStation 4, Xbox One et Windows. Dontnod en est l’éditeur à la place de de Bandai Namco, et la version PC n'est distribuée que sur l’Epic Games Store lors de la première année de commercialisation.
En février 2018, le studio est cité dans le dossier « Crunch investigation » de Canard PC pour des heures supplémentaires non payées aux employés et la violation des règles de la convention collective Syntec. Les délégués du personnel déclarent qu'un accord a été trouvé et que la situation va être régularisée.
L'entreprise est entrée en bourse avec succès le 18 mai 2018. Les fonds ainsi levés étaient destinés à mieux négocier les partenariats, notamment afin d'investir dans des productions et des co-productions de jeux, et d'embaucher de nouveaux collaborateurs.
En plus du jeu Twin Mirror, le studio a annoncé deux nouveaux jeux pour une sortie entre 2019 et 2022, dont un édité par Focus Home Interactive. Le second, annoncé au XO19 le 14 novembre 2019, Tell Me Why, est le fruit d'un partenariat entre Dontnod et Xbox Game Studios.

### Années 2020: échecs commerciaux et restructuration du studio
Le 31 mai 2022, le studio change de nom et d'identité visuelle pour devenir Don't Nod Entertainment,.
Après son renommage, le studio sort plusieurs jeux sur la nouvelle générations de console (PlayStation 5, Xbox Series) : Harmony: The Fall of Reverie, Jusant et Banishers: Ghosts of New Eden.
En février 2024, le Syndicat des travailleurs et travailleuses du jeu vidéo publie une lettre mettant en cause les dirigeants pour les burnouts au sein de l'entreprise.
En octobre 2024, dans un contexte de crise du jeu vidéo et du fait de chiffres de ventre moindres qu'escompté, Don't Nod annonce un plan de restructuration incluant le licenciement de 69 employés (soit un cinquième des effectifs). Les employés annoncent un débrayage le 28 octobre, puis se mettent en grève le 8 novembre pour dénoncer ce plan et exiger des négociations. Un nouvel appel à la grève est lancé pour le 22 novembre. Le syndicat parvient à faire baisser le nombre de licenciements de soixante-neuf à quarante-neuf. Les mois suivants, jusqu'au milieu de l'année 2025, les salariés du studio se préparent à cette restructuration en candidatant pour faire partie des licenciés qui partiront dans le cadre d'un « plan de départ volontaire ». L'opportunité de bénéficier de ces compensations financières avantageuses mène à une atmosphère de compétition en interne, puisqu'il y s'y trouve plus de volontaires au départ que de places négotiées.

## Ludographie

### En tant que développeur
| Titre                                           | Éditeur                 | Date de sortie                          | Plates-formes                                                          |
| ----------------------------------------------- | ----------------------- | --------------------------------------- | ---------------------------------------------------------------------- |
| Remember Me                                     | Capcom                  | 7 juin 2013                             | PlayStation 3, Xbox 360, Windows                                       |
| Life Is Strange                                 | Square Enix             | Du 30 janvier au 20 octobre 2015        | PlayStation 3, Xbox 360, Windows, Linux, Mac, PlayStation 4, Xbox One, |
| Vampyr                                          | Focus Home Interactive  | 5 juin 2018                             | PlayStation 4, Xbox One, Windows                                       |
| Les Aventures extraordinaires de Captain Spirit | Square Enix             | 25 juin 2018                            | PlayStation 4, Xbox One, Windows                                       |
| Life Is Strange 2                               | Square Enix             | Du 27 septembre 2018 au 3 décembre 2019 | PlayStation 4, Xbox One, Windows,Linux, Mac                            |
| Tell Me Why                                     | Xbox Game Studios       | Du 27 août au 10 septembre 2020         | Xbox One, Windows                                                      |
| Twin Mirror                                     | Don't Nod Entertainment | 1er décembre 2020                       | PlayStation 4, Xbox One, Windows                                       |
| Harmony: The Fall of Reverie                    | Don't Nod Entertainment | 8 juin 2023                             | PlayStation 5, Xbox Series, Windows, Nintendo Switch                   |
| Jusant                                          | Don't Nod Entertainment | 31 octobre 2023                         | PlayStation 5, Xbox Series, Windows                                    |
| Banishers: Ghosts of New Eden                   | Focus Entertainment     | 13 février 2024                         | PlayStation 5, Xbox Series, Windows                                    |
| Lost Records: Bloom and Rage                    | Don't Nod Entertainment | Du 18 février 2025 au 15 avril 2025     | PlayStation 5, Xbox Series, Windows                                    |

### En tant qu'éditeur
| Titre                    | développeur   | Date de sortie | Plates-formes            |
| ------------------------ | ------------- | -------------- | ------------------------ |
| Gerda: A Flame in Winter | PortaPlay     | 2022           | Windows, Nintendo Switch |
| Koira                    | Studio Tolima | 2025           | PlayStation 5, Windows   |